# Samarkand Challenger 2001
Il Samarkand Challenger 2001 è stato un torneo di tennis facente parte della categoria ATP Challenger Series nell'ambito dell'ATP Challenger Series 2001. Il torneo si è giocato a Samarcanda in Uzbekistan dal 24 al 29 settembre 2001 su campi in terra rossa.

## Vincitori

### Singolare
Oleg Ogorodov ha battuto in finale  Vadim Kucenko con il punteggio di 6–3, 6–4

### Doppio
Denis Golovanov /  Vadim Kucenko hanno battuto in finale  Oleg Ogorodov /  Dmitrij Tomaševič con il punteggio di 6–1, 4–6, 6–4